# USS McLanahan (DD-264)
Za druga plovila z istim imenom glejte USS McLanahan.
USS McLanahan (DD-264) je bil rušilec razreda Clemson v sestavi Vojne mornarice Združenih držav Amerike.
Rušilec je bil poimenovan po pomorskem častniku Tenantu McLanahanu.

## Zgodovina
V sklopu sporazuma rušilci za baze je bila 8. oktobra 1940 predana Kraljevi vojni mornarici, kjer so ladjo preimenovali v HMS Bradford (H72).